# Миропільська селищна територіальна громада
Миропільська селищна громада — територіальна громада в Україні, у Житомирському районі Житомирської області. Адміністративний центр — селище Миропіль.

## Загальна інформація
Площа території — 164,4 км², кількість населення — 7 068 осіб (2020).
Станом на 2018 рік площа території громади становила 164,34 км², кількість населення — 5 937 осіб (2018).

## Населені пункти
До складу громади входять 1 селище (Миропіль) і 7 сіл: Дертка, Колодяжне, Мала Козара, Олександрівка, Паволочка, Печанівка та Пилипо-Кошара.

## Історія
Утворена 28 липня 2016 року шляхом об'єднання Миропільської селищної ради та Колодяжненської, Малокозарської сільських рад Романівського району.
22 грудня 2017 року внаслідок добровільного приєднання до громади приєдналася Печанівська сільська рада.
Відповідно до постанови Верховної Ради України від 17 червня 2020 року «Про утворення та ліквідацію районів», громада увійшла до складу новоствореного Житомирського району Житомирської області.

## Старостинські округи
Колодяжненський, Малокозарський, Печанівський.